# Alvin Curran
Alvin Curran (* 13. prosince 1938, Providence, Rhode Island) je americký hudebník a hudební skladatel.

## Kariéra
Od dětství hrál na klavír a pozoun; později studoval hudbu u skladatele Elliotta Cartera na hudební fakultě Yaleovy univerzity. V roce 1966 spoluzaložil experimentální soubor Musica Elettronica Viva. Během své kariéry spolupracoval s mnoha dalšími hudebníky, mezi které patří například Philip Corner, Fred Frith, Kathleen Supové nebo Evan Parker. Od konce osmdesátých let ve svých nahrávkách často využíval šofar; roku 2013 například ve vydavatelství Tzadik Records vydal album Shofar Rags, kde tento nástroj využil. Rovněž se věnoval pedagogické činnosti v Římě a mnoha dalších městech. Během své kariéry získal řadu ocenění; v roce 2004 byl například oceněn fondem Guggenheim Foundation.